# Sébastien Ogier
Sébastien Eugène Emile Ogier [ožijé] (* 17. prosince 1983 Gap, Provence) je francouzský automobilový závodník. S navigátorem Julienem Ingrassiou vyhráli v letech 2013 až 2018 šestkrát po sobě mistrovství světa v rallye na voze Volkswagen a Ford. Celkově vyhrál v seriálu mistrovství světa 62 závodů ( stav k 2.2.2025). Je také juniorským mistrem světa v rallye (JWRC) z roku 2008 a v roce 2011 vyhrál Race of Champions. V letech 2017 a 2018 byl jezdcem týmu Ford M-Sport, se kterým vyhrál 2 tituly mistra světa. O titul neúspěšně usiloval v roce 2019 s Citroenem C3. Od roku 2020 je jezdcem týmu Toyota Gazoo Racing WRT. Jeho manželkou je německá televizní moderátorka Andrea Kaiserová.